# 中川四明
中川 四明（なかがわ しめい、1850年3月15日（嘉永3年2月2日） - 1917年（大正6年）5月16日）は、日本の俳人。幼名、勇蔵、のちに登代蔵。字は重麗。
俳人・中川四明としてだけではなく、中川重麗・中川霞城の筆名で科学・児童文学分野でも活躍した。

## 生涯
嘉永3年2月2日に京都の二条番屋敷で下田耕作の次男として生まれ、間もなく北城番組与力の中川重興の養子となり、幕末期には禁門の変時の二条城警護や鳥羽・伏見の戦いにも参加する。
明治維新後、京都府警の警護固に所属したことを契機に京都市内の欧学舎に通い、ルドルフ・レーマンからドイツ語・西洋科学を教わる。その後、1875年（明治8年）から京都府に出仕し、1876年（明治9年）に開校した京都府師範学校の教員となって小学校向けの理科教科書の編纂に携わる。
1886年（明治19年）から文筆活動を本格的に始めるとともに科学雑誌や児童雑誌の編集に携わるようになり、1888年（明治21年）に山縣悌三郎が創刊した『少年園』で科学記事の執筆を担当するようになる。1890年（明治23年）には自ら発行人となって『少年文武』を創刊する。1896年（明治29年）に水落露石らと京阪満月会を立ち上げて以降は、文筆活動は俳人としてのものが中心となり、1904年（明治37年）に俳誌「懸葵」を創刊する 。
文筆活動の傍ら教育家としても活動し、1884年（明治17年）に設立された京都私立独逸学校（京都薬科大学の前身）の初代校主を務めたほか、明治33年（1900年）に京都市立美術工芸学校、明治40年（1907年）に京都市立絵画専門学校の教員になる（両校は京都市立芸術大学の前身）。
1917年（大正6年）5月16日に急性肺炎で亡くなる。

## 評価
俳人・中川四明としてだけではなく、教科書執筆者、雑誌記者としての側面も併せ持つ人物であり、京都師範学校時には中川重麗として『博物学階梯』などの理科教科書を編纂、雑誌記者・中川霞城として児童雑誌向けの科学記事の執筆やグリム童話の翻訳も手掛けている。
俳人としては、晩年は日本派の重鎮と扱われ、没日の5月16日は「四明忌」とされている。雑誌記者としても、明治時代を代表する科学ジャーナリストであり、『少年園』の高橋太華、『小国民』の石井研堂に並ぶ存在だったと評価されている。

## 著作
- 『平言俗語 俳諧美学』（1906）
- 『形以神韵 触背美学』（1911）

### 句集
- 『四明句集』（1905）